# Centro de Entrenamiento El Barrial
El Centro de Entrenamiento El Barrial, conocido por razones de patrocinio como Centro de Entrenamiento BBVA El Barrial— es un complejo deportivo propiedad del Club de Fútbol Monterrey, ubicado en la comunidad de El Barrial, en el municipio de Santiago en la zona sur de la Zona metropolitana de Monterrey.
Se inauguró el 18 de abril del 2006, y actualmente es centro de entrenamiento del Club de Fútbol Monterrey, donde entrena su primer equipo varonil, femenil además de su filial varonil de la liga de expansión así como sus clubes de fuerzas básicas.
El Barrial es un activo fundamental del Monterrey, pues en dichas instalaciones se han forjado grandes prospectos que hoy son una realidad, y que han sido históricos en el fútbol local y nacional.

## Historia
Durante alrededor de 31 años, los Rayados entrenaron en las instalaciones de El Cerrito, propiedad de Grupo Protexa, sin embargo, con el paso del tiempo las instalaciones dejaron de ser funcionales para lo que necesitaba el equipo.
Al ocupar sus funciones FEMSA se propuso darle al club nuevas instalaciones deportivas. El 18 de abril del 2006 se inauguraron las nuevas instalaciones ubicadas en la comunidad de El Barrial en el municipio de Santiago, Nuevo León.
En su inauguración contaba con:
- Tres canchas de primer nivel y con medidas reglamentarias.
- Vestidores para equipos visitantes.
- Estacionamiento con 72 cajones.
- Comedor
- Dormitorios
- Alberca
- Palapa
- Gimnasio
- Sala de prensa
- Oficinas
- Contemplaban una cancha de pasto sintético

Sin embargo, debido a que no contaban con la cantidad suficiente de dormitorios, las fuerzas básicas continuaron entrenando en El Cerrito y posteriormente se mudaron con el Primer Equipo.
En 2016, la directiva Rayada llegó a un acuerdo para que además del estadio, la empresa BBVA usara su nombre en este recinto. 
Así mismo en ese año inició la remodelación y extensión de El Barrial para convertirlo en uno de los centros de entrenamiento más cómodos y completos del mundo. Con la remodelación, el centro de entrenamiento se extendió a un terreno de 15 hectáreas donde tienen su propio hotel de concentración, comedor y alberca para el primer equipo, también un auditorio de juntas internas, sala de estar para visitas y un cuarto especial de relajación para pasar tiempo libre. También sus dirigentes tienen su comedor privado y sala de estar, el hotel de concentración es de 2 pisos con 27 dormitorios con cama doble para los futbolistas y uno más para el entrenador con un espacio más amplio para realizar sus apuntes. 
Así mismo se les otorgaron espacios a las Fuerzas Básicas construyendo una Casa Club con capacidad para 60 jóvenes que duermen, juegan y estudian, esta casa club se divide en tres zonas que no conectan: oficinas administrativas, salas de juntas, enfermería y sus propios espacios. También cuentan con dormitorios propios, baños, vestidores, cuarto de cómputo y de juegos, además de una sala de visitas.
También el club femenil tiene su espacio, compartiendo estacionamiento con las fuerzas básicas pero con sus propios vestidores, con un espacio propio usado antes y después de entrenar, con casilleros propios y un cuarto de enfermería y un gimnasio.
El Barrial tiene ahora 6 canchas, de las 3 nuevas, una es artificial. Se construyó un estacionamiento subterráneo y la cancha principal tiene luminarias para realizar prácticas nocturnas.
El 20 de diciembre de 2022, se inauguraron nuevas instalaciones destinadas para uso exclusivo de Rayadas, esto con la intención de otorgar un espacio más cómodo y acorde a la importancia del equipo femenil para la institución. Las nuevas instalaciones que tienen un área de 1,500 metros cuadrados cuentan con un vestidor exclusivo para las jugadoras de Rayadas, así como un área de fisioterapia, área médica, oficinas de nutrición y utilería. De igual forma, también contarán con oficinas privadas de equipo de inteligencia deportiva, con la intención de realizar un mejor trabajo e independiente del equipo varonil.